# GMX
GMX ist ein 1997 gegründetes deutsches Webportal, das mittlerweile hauptsächlich als Anbieter von E-Mail-Diensten auftritt. Das Unternehmen gehört mit dem ehemaligen Konkurrenten Web.de zur 1&1 Mail & Media GmbH mit Hauptsitz in Montabaur und einer Zweigniederlassung in Karlsruhe, die wiederum eine Tochtergesellschaft des United-Internet-Konzerns ist.
Das Akronym GMX steht für Global Message eXchange (deutsch: „globaler Nachrichtenaustausch“); diese Bezeichnung wird jedoch heute nicht mehr verwendet. 

## Geschichte
Das Unternehmen wurde 1997 als eines der ersten deutschen Internetportale eingerichtet. Im April 1998 erfolgte die Gründung der GMX GmbH durch Karsten Schramm, Eric Dolatre, Peter Köhnkow und Raoul Haagen, die unter anderem das Angebot werbefinanzierter und kommerzieller E-Mail-Postfächer vorantreiben sollte. GMX verzeichnete zu diesem Zeitpunkt 250.000 registrierte Nutzerkonten, Ende 1998 waren es eine halbe Million, bis Mai 1999 stieg die Zahl auf eine Million. GMX gehört zu den reichweitenstärksten Angeboten im deutschsprachigen Internet.
Ebenfalls 1998 erwarb die 1&1 Beteiligungen GmbH & Co. KG, aus der später die United Internet AG entstand, einen Anteil von 50 Prozent an der GMX GmbH. Um der neuen Struktur des Unternehmens Rechnung zu tragen, wechselte die GMX GmbH im Jahr 2000 ihre Rechtsform in eine Aktiengesellschaft. Im selben Jahr sagte das Unternehmen seinen für den 25. Mai terminierten Börsengang an den Neuen Markt ab. Grund war „die schlechte Stimmung für Internetwerte“, schreibt die Frankfurter Allgemeine Zeitung am 23. Mai 2000.
Anfang 2001 ging das Unternehmen eine Kooperation mit Tomorrow Focus ein, die zwischenzeitlich Inhalte für das Internetportal lieferten und einen großen Teil der Vermarktung übernahmen. Zur CeBIT 2001 wurde unter der Bezeichnung „New GMXb“ ein überarbeitetes Angebot vorgestellt, das eine klare Trennung zwischen E-Mail-Dienst und Nachrichtenportal vornahm.
2002 überschritt die Zahl der Konten die 10 Millionen. Grund dafür ist auch, dass GMX die Verwendung einer persönlichen Domain für das E-Mail-Postfach anbietet. Außerdem trat GMX erstmals als Internet-Provider auf und bot Einwahl- sowie DSL-Tarife an. Am 5. September 2002 wechselte erneut die Rechtsform zur Gesellschaft mit beschränkter Haftung.
Um das Wachstum der Konten bewältigen zu können, bezog GMX 2003 ein eigenes Rechenzentrum in Karlsruhe unter dem Dach von Schlund+Partner, die ebenfalls zu United Internet gehören. In den darauffolgenden Jahren wurde die Zusammenarbeit mit der Deutschen Telekom ausgebaut, um das Geschäft mit DSL-Anschlüssen zu steigern, ohne ein eigenes Backbone unterhalten zu müssen.
Von Frühjahr 2007 an war bis zum 1. Dezember 2014 eine XMPP-kompatible Instant-Messaging-Software unter dem Namen GMX Multimessenger erhältlich.
Ende 2008 begann das Unternehmen mit der Expansion in die Schweiz und bereitete sein Internetportal speziell dafür auf. Ferner wurde ein Download-Portal für Free- und Shareware vorgestellt. Im Oktober 2009 nahm GMX gemeinsam mit WEB.DE an einem Pilotprojekt zur Einführung von De-Mail in Friedrichshafen teil.
Im August 2015 hat GMX den Sicherheitsstandard PGP in seine E-Mail-Dienste integriert. Nutzer des Dienstes können damit im Browser und in der GMX-App E-Mails verschlüsseln, so dass nur Sender und Empfänger sie lesen können. Das Computermagazin c’t bezeichnet die Integration als „gute Kombination aus Komfort und Sicherheit“.
Im November 2017 hat GMX eine Verschlüsselungsfunktion („GMX Tresor“) für den Cloud-Speicher „GMX MediaCenter“ eingeführt.
Im Mai 2019 wurde das „GMX MediaCenter“ in „GMX Cloud“ umbenannt. Seit Juni 2019 können GMX-Benutzer ihren Zugang zusätzlich mittels Zwei-Faktor-Authentisierung schützen.
Im April 2022 wurde das redaktionelle Angebot von GMX nach den Standards der „Journalism Trust Initiative“ (JTI) von Reporter ohne Grenzen zertifiziert. Die Zertifizierung soll die Unterscheidung von vertrauenswürdigen Inhalten und Desinformation ermöglichen.
Im Oktober 2023 wurde das Nachrichtenangebot GMX News mit dem ersten „Nachhaltigkeitspreis Medien Bayern“ der Bayerischen Landeszentrale für Neue Medien ausgezeichnet.

## Dienstleistungen
Neben dem Online-News-Angebot, das unter anderem Nachrichten unterschiedlichster Kategorien enthält, liegt der Fokus von GMX auf E-Mail-Postfächern. Dabei stehen Benutzern drei Varianten zur Verfügung, wobei es sich bei GMX ProMail und GMX TopMail um gebührenpflichtige Tarife handelt. Zusätzlich steht in allen Tarifen ein Cloud-Speicher für Fotos und Dateien zur Verfügung. Der Cloud-Speicherplatz kann in allen Varianten gegen Aufpreis erweitert werden.

## Kritik
Im Jahr 2000 wurde das Unternehmen bei der Verleihung des Datenschutz-Negativpreises Big Brother Awards in der Kategorie Kommunikation ausgezeichnet, „weil die Firma die elektronische Post Ihrer Nutzerinnen und Nutzer ungenügend gesichert hat. Zwei Vorfälle im Sommer 2000 geben dazu Anlass.“
Nachdem das Unternehmen an Kunden ihres kostenlosen FreeMail-Accounts, die ein dreißigtägiges Testangebot für kostenpflichtige Dienste angenommen hatten, Rechnungen und in weiterer Folge Mahnungen sowie Inkassoforderungen verschickt hatte mit der Begründung, sie hätten einen kostenpflichtigen Dienst „bestellt“, und betroffene Verbraucher sich an eine entsprechende Vertragsänderung nicht erinnern konnten, klagte der österreichische Verein für Konsumenteninformation Rechtsmängel ein und bekam Recht. 2010 verpflichtete GMX sich, sowohl die Verwendung gesetzwidriger Klauseln zu unterlassen als auch Konsumenten bei Vertragsabschlüssen im Internet gesetzeskonform zu informieren. Siehe dazu auch das Urteil des Europäischen Gerichtshofs im Artikel Fernabsatzrecht.
Im Juli 2011 wurde darüber berichtet, dass ein Wechsel von den kostenpflichtigen Angeboten ProMail und TopMail zum kostenlosen FreeMail „nur mit erheblichem Aufwand“ möglich sei.
Im Juli 2012 wurde bekannt, dass durch einen Hackerangriff auf GMX, der von Vertretern des Unternehmens bestätigt wurde, zahlreiche Benutzerkonten ausgespäht wurden. Dabei war es offenbar gelungen, den Schutzmechanismus von GMX durch verteilte Anmeldeversuche auszuhebeln. Kritiker bemängelten, dass GMX die Benutzer im Unklaren darüber lasse, wie gut ihr Konto geschützt und ob es durch Dritte gehackt worden ist.
Im August 2012 erließ die Verbraucherzentrale Bundesverband eine Abmahnung gegen GMX, da sie die Button-Lösung nicht korrekt umgesetzt sahen. Die Abmahnung richtete sich auch an die Marke Web.de. Web.de hatte zwar die Bezeichnung „zahlungspflichtige Bestellung“ für den Bestellknopf übernommen, wichtige Vertragsbestandteile waren aber nicht direkt daneben platziert.
Im Februar 2014 startete das Unternehmen eine Kampagne gegen Werbeblocker, die als „Angstkampagne“ bezeichnet wurde und das Ziel habe, Nutzer zu täuschen.
Bis Juni 2019 war es nicht möglich, seinen GMX-Zugang mittels Zwei-Faktor-Authentisierung zu schützen, während dies bei anderen Anbietern bereits möglich war.